# Eira Hellberg
Aurora Amalia Eira Maria Hellberg, född 14 december 1884 i Hudiksvall, död 24 juni 1969 i Sofia församling i Stockholm, var en svensk journalist och författare. Hellberg tillhörde de mer äventyrliga "pennskaften" – med signaturen Jaya – i sitt rapporterande för dagspressen i Stockholm. Detta utfördes på resande fot i såväl Nordafrika och New York som från första världskrigets Europa.
Hellberg var anställd på Aftonbladet 1910–1913, på Nya Dagligt Allehanda från 1914. Dessutom var hon en tid anställd för Stockholms Dagblad.

## Biografi

### Uppväxt och översättare
Eira Hellberg föddes i Hudiksvall som dotter till Maria Hallman och Otto Hellberg, där den senare var överläkare i staden. År 1896 lämnade han dock den tjänsten, troligen på grund av sjukdom, och familjen flyttade till Karlstad. Fadern dog redan 1908, och vid den tiden bodde familjen i Stockholm. Eira Hellberg utbildade sig först på Karlstads elementarskola för flickor och slutförde sina studier med studentexamen i Stockholm.
I flera sammanhang har Hellbergs skriftställarskap beskrivits som att hon debuterade som journalist på Aftonbladet 1910 och att hon då skrev under signaturen Jaya. Det är ett påstående som måste revideras. Då hade hon redan varit verksam i minst sex år som översättare och frilansande skribent för ett antal tidningar och tidskrifter. Som översättare kom hon under åren 1904–1909 ut med titlar som Strandfogdens dotter av N.P. Madsen, liksom verk av Mads Jacob Madsen och Editha M. Ewing. Långt senare, 1932, publicerades ännu en översättning, Vi två: en berättelse om kärlek av Philip Hughes.

### Tidigt skrivande
Likt många av generationskamraterna publicerade hon sig i mängder av tidskrifter och tidningar. Hon lämnade journalistiska bidrag i Mitt Hem, som en serie artiklar om rösträttskvinnor 1908, och i tidskriften Dagny 1909 om en tjänarinneskola i Stockholm. Från 1909 publicerade hon sig i Aftonbladet och Svenska Dagbladet. Exempelvis berättar hon om en resa till Nordafrika i SvD på våren 1910. Ibland skrev hon med signaturen Jaya och andra gånger med sitt verkliga namn eller en förkortning som E.Hbg.
Som många andra "pennskaft" (äldre benämning på kvinnliga journalister) vid denna tid rapporterade hon om och från slummen i Stockholm. Detta började hon med i Aftonbladet i december 1909, där hon skrev ett slags rollreportage då hon följde med en frälsningssoldat på missionsuppdrag i kvällslivet i Stockholm. Och hon startade en debatt när hon rapporterade i Aftonbladet efter en dag som butiksbiträde i Stockholm i maj 1911. Så småningom tycks hon också ha blivit fastare knuten till Aftonbladet. Några egna böcker och bidrag i antologier med journalistiken som grund kom till vid denna tid: I det arabiska sultanatet kom 1911. Efter hennes amerikanska resa publicerades i Dansk tidsskrift, 1911–1912, reportagen ”Hos Theodore Roosevelt” och ”I Panama”. År 1913 kom reportageböckerna Något om modern journalistik i Amerika och Hos de kungliga. Den sistnämnda väckte viss uppmärksamhet bland journalister i Stockholm redan när reportagen publicerades i Aftonbladet våren 1911.

### 1910-talets krig
Eira Hellbergs krigskorrespondenser inleddes med rapporter från Balkan. Aftonbladet redogjorde för att hon hade uppdrag av Röda Korset att studera verksamheten under krig. På bild i tidningen den 5 november 1912 ses hon sitta i öppningen till ett sjukvårdstält. På ett annat fotografi ser Hellberg ut som en erfaren äventyrare med röda halvmånens bindel på armen och en påstådd Browningrevolver vid bältet – den bilden har Aftonbladet, enligt bildtexten den 10 november 1912, hämtat ur The Daily Mirror. Eira Hellberg skrev också en serie reportage från Konstantinopel, med början på (krigs)lasaretten och slutade sin dagbok som krigsfånge, denna sista text i en lätt kåserande ton mitt i allvaret. Det hon sett och skrivit om under sina månader i Konstantinopel visar flera aspekter av krigens brutalitet.
Under krigsåren 1914–1918 skrev hon ibland som reporter i Stockholm och ibland från nya resor, till exempel för Nya Dagligt Allehanda från London i februari 1916. Vid sidan av journalistiken bildade Hellberg under kriget den frivilliga försvarsorganisationen Kvinnorna och landet, och hon var även verksam inom Kvinnornas uppbåd.

### Efterkrigsjournalistik
Inte långt efter kriget, år 1919, mötte Eira Hellberg sina läsare i veckotidningen Idun. Hon presenterades i april som ”Vår mest beresta kvinnliga journalist” på över tre sidor med fotografier från bland annat Jamaica, Panama, Konstantinopel, Bukarest och Bulgarien. I den osignerade intervjun konstateras att hon, som signaturen Jaya, hade försvunnit ur dagsjournalistiken, som hon menade var ”för ytlig, brådskande och sensationell”. Journalistiken var ”till en tid en god skola för pennan /…/ för människostudium och allmän kunskap. Men dess art och väsen tilltalar mig ej”.
Samma år, i oktober, publicerade Idun ett originellt resebrev. I artikeln ”Stockholm-Berlin genom luften” berättar Hellberg om en flygning med luftskeppet Bodensee, och det tycks ha varit en nog så äventyrlig resa för passagerarna. Men Hellberg verkade mest berörd av att arrangören inte levererade god service för resenärerna vid ankomsten till Berlin, rapporterar hon i det brevkort daterat ”Under den Linden, klockan 2 på natten”, som avslutar artikeln.
Hon fortsatte publicera sig i Idun. ”Bland Europas ruiner” var en serie reportage som löpte i februari-mars 1920 och var variationer av hemmahos-reportage hos olika kungligheter som drabbats av kriget. Så småningom skrev hon även för Vecko-Journalen.

### Spiritism och senare år
Vid den tiden hade Eira Hellberg fångats av spiritismen, och 1919 engagerade hon ett medium från Ungern för offentliga seanser i Sverige. Detta väckte viss uppståndelse i dagspressen, liksom när hon föreslog att det skulle inrättas en professur i Lund på området. Hon skulle själv komma att författa ett antal skrifter inom ämnet, exempelvis Telepati och ockultism: en bok för vardagsmänniskan (1922), och hon var redaktör för tidskriften Ur det okändas värld 1932–1935.
Hellbergs författarskap pågick i ett halvsekel, och hon publicerade sig vanligen som Eira Hellberg. För en handfull praktiska handböcker, från Lilla hushållets kokbok (1928) till Pussy Carlsson och prinsessor: en bok om kattor och kattvård (1949), använde hon dock pseudonymen Kerstin Hallman. Av Hellbergs litterära produktion kan nämnas romanen från 1943 med den långa titeln Men grunden står kvar: en historia om evakuerade från Finlands hundra dagars krig, för vilken hon använde pseudonymen Karin Kerttu.
När Eira Hellberg avled 1969 bodde hon på Södermalm i Stockholm. Hon begravdes samma år på Skogskyrkogården.

## Privatliv
Eira Hellberg gifte sig i september 1926 med Sven Lundberg. Äktenskapet blev dock kort, och hon blev änka redan i juli 1928 när han dog i tuberkulos. Hennes formella efternamn var därefter Hellberg-Lundberg.

## Verk

### Böcker
- I det arabiska sultanatet (1911)
- I Panama (1912)
- Hos de kungliga : reportage / af Jaya (Åhlén & Åkerlund, 1913)
- Något om modern journalistik i Amerika (1913)
- Porjus : ett stycke svensk odlingshistoria (1917)
- Gülesa-Ylayali : en haremsflickas brev (Norstedt, 1919)
- Det nakna trädet : boken om en dotter (Svenska andelsförlaget, 1919)
- Gwendoline Carrs sällsamma protokoll, Sherlock Holmes tillägnade (Svenska andelsförlaget, 1919)
- Telepati och ockultism : en bok för vardagsmänniskan (Hökerberg, 1922)
- När gränsen glider : en historia om en vanlig liten kvinna (Svenska andelsförlaget, 1923)
- Den hemliga sången : en kvinnoskiss (Lindblad, 1925)
- Lilla hushållets kokbok (Norstedt, 1928)
- Solskensmaten på vardagsbordet : receptbok för grönsaksrätter, frukträtter, sallader (Böckernas biblioteksförlag, 1928)
- Vägen till det okända : Lärobok i klarsyn och mediumutbildning (1929)
- Det öppnade fönstret : personligt brev (Böckernas biblioteksförlag, 1929)
- S.O.S. : save our souls - radiosignalen (Svenska sällskapet för psykisk forskning, 1933)
- Tankegravering : stationer på vägen mellan telepati och materialisation (redaktör, Internationella universitets-kretsens sekretariat, 1933)
- Der neue Wissenschaftszweig (Fritt forum, 1934) (tyska)
- Den kloka vardagskosten (som Kerstin Hallman, Fritt forum, 1936)
- Handbok för badrummet : om bad och vattenbehandlingar, badtillsatser och medicinska bad i eget badkar (1937)
- Campingkökets receptbok : handledning för hushållet i sportstuga och tältläger etc. (som Kerstin Hallman, Åsbrink & Co., 1938)
- Spiritismen : Köbersakens dokument / [Utred. ur norska rättsprotokoll] (1938)
- Längtans lampa : brevfragment (Böckernas biblioteksförlag, 1939)
- Mathandbok för kokvrå och camping (som Kerstin Hallman, Dagens böcker, 1943)
- Men grunden står kvar: en historia om evakuerade från Finlands hundra dagars krig (som Karin Kerttu, Dagens böcker, 1943)
- Jag ser ... jag hör .. (Stockholms tryckeri och bokförlag, 1949)
- Pussy Carlsson och prinsessor: en bok om kattor och kattvård (Mellerstedt, 1949)

### Filmografi
- 1911 – Hon fick platsen eller Exkonung Manuel i Stockholm